# Die Dame, der Teufel und die Probiermamsell
Die Dame, der Teufel und die Probiermamsell ist ein 1918 entstandener, deutscher Stummfilm von Robert Wiene mit Henny Porten in der Hauptrolle.

## Handlung
Die Geschichte spielt in den Kreisen des gehobenen Bürgertums.
Eine nicht näher bezeichnete Dame des Hauses hat einen Verehrer, von dem sie sich einen Hermelinmantel wünscht. Daher begibt sie sich zu einer Modenschau des Pelzhauses Herpich, um bei der Vorführung etwaiger Mäntel das schönste Stück herauszusuchen. Ausgerechnet in einer gleichfalls nicht näher bezeichneten Probiermamsell findet sie ihre ärgste Konkurrentin: die besitzt nämlich auch einen Verehrer, der Fritz heißt, und hat gleichfalls ein Auge auf einen Hermelinmantel geworfen. Dabei handelt es sich ausgerechnet um dasjenige Stück, das sie in ihrer Funktion als Probiermamsell soeben derart vorteilhaft zur Geltung gebracht hatte, sodass Madame ihn sich von ihrem Verehrer, einen Baron, schenken lässt. Das kleine Vorführfräulein ist deshalb ziemlich geknickt und lässt sich zuhause enttäuscht auf ihr Sofa fallen. Dann fällt sie in einen tiefen Schlaf.
Im Traum erscheint ihr ebendieser Herr, der „ihren“ Mantel vor ihren Augen für seine Angebetete weggeschnappt hat, als Teufel persönlich: mit Klumpfuß, Schweif und Hörnchen auf dem Kopf. Da der Höllenfürst natürlich den größten Wunsch der Probiermamsell kennt, verspricht er ihr das Blaue vom Himmel und entführt sie daraufhin in sein düsteres, unterirdisches Reich. Nur drei seiner Bedingungen müsste sie erfüllen, so verspricht der diabolische Verführer, dann würde die Probiermamsell von ihm den ersehnten Mantel erhalten. Diese gestellten Herausforderungen erfüllt die junge Frau glänzend, doch den Mantel bekommt sie dennoch nicht, denn Satan hält teuflischerweise nicht sein Versprechen. Das Ladenmädchen kocht vor Wut, entflieht aus dem brodelnden Hexenkessel der Unterwelt, springt durchs Gelände … und erwacht auf ihrem Sofa durch ein lautes Klopfen aus ihrem Alptraum. 
Die Probiermamsell öffnet die Tür, und vor ihr steht der Käufer des Pelzes, der ihr soeben als Teufel die Hölle heiß gemacht hatte. Er meint, ihre kühnsten Wünsche erraten zu haben und lädt das Mädchen und fünf Uhr in seine Wohnung ein. Dort könne sie den ersehnten Mantel in Empfang nehmen. Das Vorführmädchen lässt sich diese Chance nicht entgehen und wird erneut mit einem skurrilen Angebot konfrontiert. Diesmal bietet man ihr an, für eine Woche lang ihr Leben gegen das von Madame (mitsamt dem Hermelinmantel) zu tauschen. Warum die gnädige Frau dies zu tun bereit ist? Sie wolle, so wird der Probiermamsell unterbreitet, einfach einmal acht Tage lang die Freiheit einer einfachen Frau aus dem Volke genießen. Und so erhofft das Mannequin endlich in den Genuss zu kommen, doch einmal den Mantel auch privat tragen zu können. Als neue Hausherrin werden ihr sämtliche Wünsche erfüllt – nur den Hermelinpelz wird sie niemals besitzen. In dieser Woche entstehen so manche turbulente Ereignisse und Verwechslungen. Beide Paare gehen sogar gemeinsam ins Trocadero aus. Dort kommt es zum Streit, sogar vorübergehend zum Partnertausch. Bald aber folgt die Versöhnung. Schließlich erkennt die Probiermamsell, wie glücklich sie an der Seite ihres Fritz ist. Beide Paare feiern daraufhin gemeinsam ihre Verlobungen.

## Produktionsnotizen
Die Dame, der Teufel und die Probiermamsell entstand im Dezember 1918 und wurde in der zensurlosen Zeit, am 17. Januar 1919, in Berlins Mozartsaal uraufgeführt. Die Länge des Vierakters betrug ursprünglich 1378 Meter, nach Wiedereinführung der Filmzensur wurde der Streifen 1921 mit Jugendverbot belegt und in einer gekürzten Länge von 1230 Meter wiederaufgeführt.
Die Filmbauten entwarf Kurt Richter.

## Kritik
„Wer es bisher noch nicht gewußt hat, dem ist es nun klar gemacht worden: Henny Porten nimmt es auch mit dem Teufel auf. Na, daß sie auch den Höllenzerberus in Siedehitze versetzen kann, der doch reichlich an 60.000 Grad Celsius gewöhnt ist, muß einem nicht Wunder nehmen, bei soviel Charme und Liebreiz. (…) Traum und Wirklichkeit greifen ineinander und geben einen Lustspielstoff, wie er entzückender nicht gedacht werden kann. Henny Porten liegt die heitere Note, wie kaum einer. (…) Auch sonst läßt sich dem Film noch manches Gute nachsagen. Die Ausstattung entspricht dem kühnen Traumbild von Hölle, Tod und Teufel, das Zusammenspiel ist fein abgetönt und die Photographie von bester Wirkung.“